# Nom cambodjà
El nom cambodjà, normalment, consisteix en dos elements: el nom de la família seguit pel prenom o nom de pila. (en les fonts occidentals, sovint es canvia l'ordre dels dos noms).

## Cognoms
Els cognoms, generalment, provenen del cognom o del prenom del pare, essent a més, generalment, monosil·làbic. Els cognoms cambodjans, en alguns casos, són idèntics als xinesos i als vietnamites. Les dones mantenen el seu nom de soltera després del matrimoni.

## Prenoms
En general, a les dones se'ls adjudiquen noms de pila relacionats amb la bellesa, mentre que als homes se'ls adjudica noms relacionats amb diferents virtuts. Alguns dels noms de pila cambodjans són unisex.